# Format (album)
Format è l'ottava raccolta del gruppo musicale britannico Pet Shop Boys, pubblicata il 6 febbraio 2012 dalla Parlophone.
Il disco è costituito da due dischi che racchiudono in ordine cronologico 38 b-side del gruppo pubblicate tra il 1996 e il 2009.

## Pubblicazione
Nella metà di novembre 2011, attraverso il sito internet Varsity, i Pet Shop Boys dichiararono di essere già al lavoro per il loro undicesimo album in studio. Per "placare" l'attesa dei fan, il duo annunciò la pubblicazione di Format nei formati doppio CD e in quello digitale. Al suo interno, oltre ai due dischi, vi è anche un libretto con un'intervista a cura di Jon Savage.

### Differenze conAlternative
Diversamente da Alternative, il criterio di inclusione dei brani subì una valutazione diversa: vennero aggiunti diversi "mix" di alcuni brani (vedi le nuove versioni di In the Night, Discoteca e la versione singola di No Time for Tears) e non vennero inclusi diversi b-side che fecero comparsa nei singoli dei Pet Shop Boys (vedi Je t'aime... Moi non plus e Sail Away). Altra differenza rispetto ad Alternative è la mancanza di una completa raccolta fino all'anno di pubblicazione: infatti, al 1995, Alternative conteneva tutte le b-side prodotte fino a quell'anno. Format, d'altra parte, fu pubblicato nel 2012 ma contiene tutte le b-side pubblicate fino al 2009. A conferma di ciò, nella raccolta, mancano le tracce Glad All Over e I Cried for Us (b-side del singolo Together del 2010). Quest'ultimo criterio venne costretto dalla "limitatezza" di tempo (i comuni 80 minuti di un normale disco) a disposizione per facilitare l'uscita di Format in soli due dischi.

## Tracce
CD1
1. The Truck Driver and His Mate
2. Hit and Miss
3. In the Night (1995)
4. Betrayed
5. How I Learned to Hate Rock 'n' Roll
6. Discoteca (New Version)
7. The Calm Before the Storm
8. Confidential (Demo for Tina)
9. The Boy Who Couldn't Keep His Clothes On
10. Delusions of Grandeur
11. The View From Your Balcony
12. Disco Potential
13. Silver Age
14. Screaming
15. The Ghost of Myself
16. Casting a Shadow
17. Lies
18. Sexy Northerner

CD2
1. Always
2. Nightlife
3. Searching for the Face of Jesus
4. Between Two Islands
5. Friendly Fire
6. We're the Pet Shop Boys
7. Transparent
8. I Didn't Get Where I Am Today
9. The Resurrectionist
10. Girls Don't Cry
11. In Private (7-inch mix) collaborazione con Elton John
12. Blue on Blue
13. No Time for Tears (7-inch mix)
14. Bright Young Things
15. Party Song
16. We're All Criminals Now
17. Gin and Jag
18. After the Event
19. The Former Enfant Terrible
20. Up and Down

## Classifiche
| Classifica (2012) | Posizione massima |
| ----------------- | ----------------- |
| Austria           | 73                |
| Belgio (Fiandre)  | 9                 |
| Croazia           | 19                |
| Germania          | 31                |
| Irlanda           | 67                |
| Italia            | 93                |
| Paesi Bassi       | 82                |
| Regno Unito       | 26                |
| Repubblica Ceca   | 24                |
| Scozia            | 38                |
| Spagna            | 43                |
| Svezia            | 33                |
| Svizzera          | 52                |